# Nova Prata
Nova Prata, amtlich portugiesisch Município de Nova Prata, deutsch Neu-Silber, ist eine brasilianische Stadt der Serra Gaúcha im Bundesstaat Rio Grande do Sul. Sie ist rund 180 km von der Hauptstadt Porto Alegre entfernt. Die Bevölkerungszahl wurde zum 1. Juli 2020 auf 27.648 Einwohner geschätzt. Die Einwohner, die auf dem etwa 258,9 km² großen Gebiet (Stand: 2019) leben, werden Nova-Pratenser (portugiesisch nova-pratenses) genannt. Die Bevölkerungsdichte lag 2010 bei 88 Personen pro km².

## Geographie

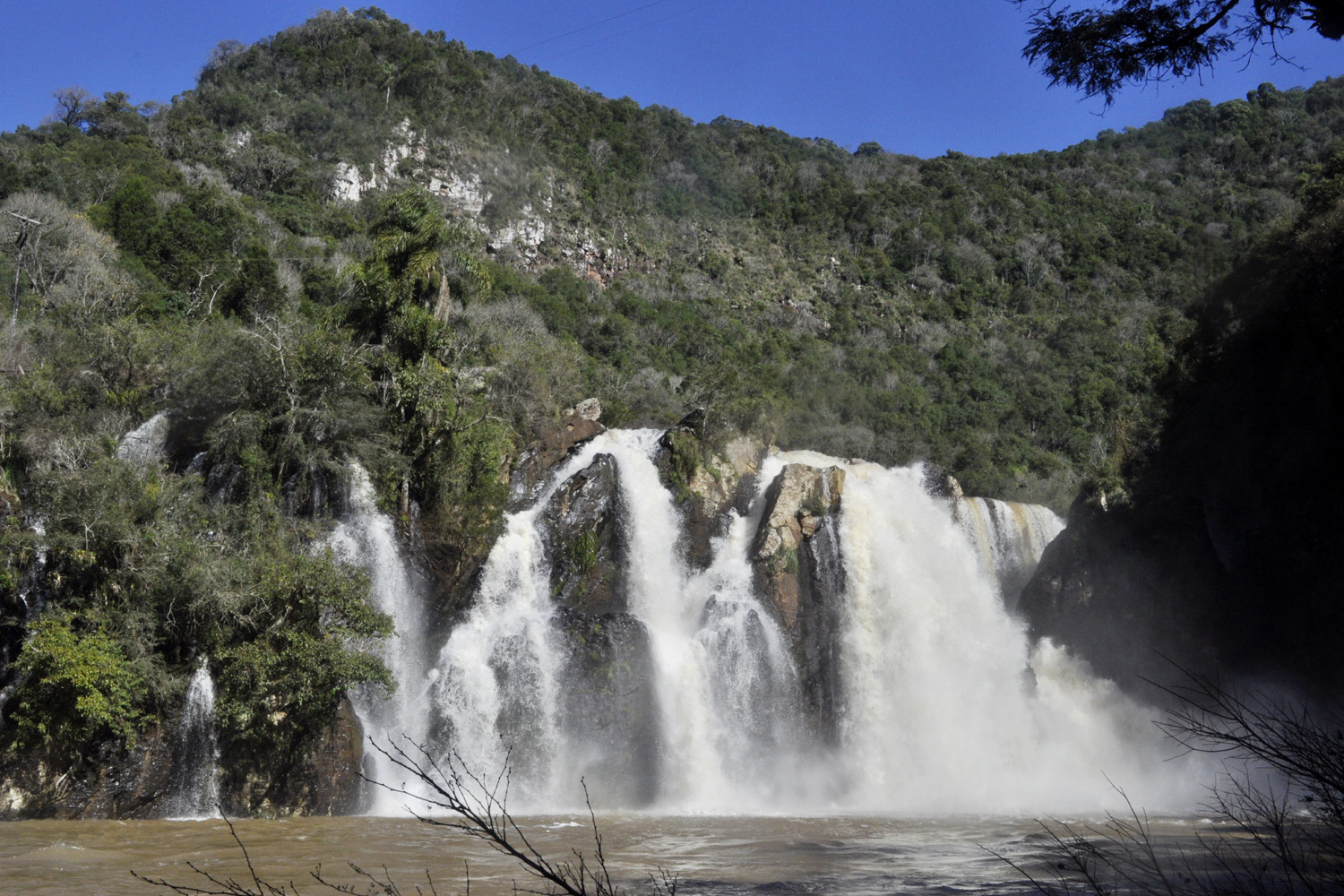
Cascata da Usina

Die Stadt liegt südlich von André da Rocha und Guabijú, nördlich von Vila Flores und Fagundes Varela, östlich von Nova Bassano und Vista Alegre do Prata und westlich von Protásio Alves. Das Gelände ist bergig, die Höhe liegt um 662 Metern.
Die Serra Gaúcha ist überwiegend basaltisch, Basaltsteinbrüche verschafften dem Ort den Städtespitznamen Nationale Hauptstadt des Basalts.
Zu den Naturschönheiten gehören mehrere Wasserfälle, einer der bekanntesten ist die etwa 15 km südlich gelegene Cascata da Usina Velha und, gespeist durch den Rio da Prata, 45 Meter in die Tiefe fällt. Das Biom ist geprägt durch die Brasilkiefer (Araucaria angustifolia).

## Klima
Das Klima ist subtropisch nach der Klimaklassifikation nach Köppen und Geiger Cfa. Die Durchschnittstemperatur beträgt 17,2 °C, die jährliche Niederschlagsmenge beträgt durchschnittlich 1775 mm.
Monatliche Durchschnittstemperaturen und -niederschläge für Nova Prata
|                   | Jan | Feb  | Mär  | Apr  | Mai  | Jun | Jul  | Aug  | Sep  | Okt  | Nov  | Dez  |   |      |
| Temperatur (°C)   | 22  | 21,2 | 19,4 | 16,5 | 13,9 | 13  | 13,3 | 14,4 | 15,8 | 17,6 | 19,7 | 19,8 | Ø | 17,2 |
| Niederschlag (mm) | 151 | 138  | 144  | 133  | 136  | 159 | 147  | 160  | 188  | 150  | 124  | 145  | Σ | 1775 |

## Stadtverwaltung
Exekutive: Bei der Kommunalwahl 2016 wurde Volnei Minozzo Stadtpräfekt (Bürgermeister) für die Amtszeit von 2017 bis 2020, der für den Partido Socialista Brasileiro (PSB) angetreten war. Er war mit 62,73 % der Stimmen wiedergewählt worden. Die Legislative liegt bei einem Stadtrat (Câmara Municipal) aus 11 gewählten Stadtverordneten (vereadores).

## Lebensstandard
Der Index der menschlichen Entwicklung für Städte, abgekürzt HDI (portugiesisch: IDH-M), lag 1991 bei dem niedrigen Wert von 0,586, im Jahr 2000 bei dem mittleren Wert von 0,689, 2010 bei dem hohen Wert von 0,766.

## Ethnische Zusammensetzung
Ethnische Gruppen nach der statistischen Einteilung des IBGE (Stand 2010 mit 22.830 Einwohnern): Von diesen lebten 2010 18.659 Einwohner im städtischen Bereich und rund 4171 im ländlichen Raum in kleineren Ansiedlungen (vilas) oder Gehöften.
| Gruppe    | Anteil (2010) | Anmerkung                        |
| --------- | ------------- | -------------------------------- |
| Brancos   | 19.401        | Weiße, Nachfahren von Europäern  |
| Pardos    | 2.732         | Mischrassige, Mulatten, Mestizen |
| Pretos    | 638           | Schwarze                         |
| Amarelos  | 39            | Asiaten                          |
| Indígenas | 20            | indigene Bevölkerung             |

Größte Gruppe der Europäischstämmigen sind Nachfahren von Italienern, gefolgt von Polen, Portugiesen und Deutschen. Diese sprechen noch das Riograndenser Hunsrückisch.
| Herkunft                      | Anteil | Anmerkung |
| ----------------------------- | ------ | --------- |
| Italien                       | 65 %   |           |
| Polen                         | 10 %   |           |
| Deutschland                   | 5 %    |           |
| Portugiesen und Nichteuropäer | 20 %   |           |

## Städtepartnerschaften
- Cittadella ,  Venetien, Italien, seit 2005

## Persönlichkeiten
In Nova Prata geboren sind:
- Elisa Volpatto (* 1986), Schauspielerin
- Miguel Roncato (* 1993), Schauspieler
- Gustavo Bonatto Barreto (* 1995), Fußballspieler
- Miguel Paludo (* 1983), Rennfahrer